# CCXML
CCXML är ett av flera XML-språk som används i avancerade talsvarstjänster med talsyntes och taligenkänning.
CCXML: (Call Control XML) är utvecklad av W3C för att ge stöd åt system för telefonbaserade tjänster. CCXML används för styrning av hur samtal skall ringas upp, svaras, vidarebefordras, telefonkonferenser, mm. CCXML kan styra en eller flera dialogtillämpningar som utför interaktioner med användaren och är ett komplement till Voice XML. De båda språken är emellertid helt separata och behövs inte för implementation av varandra.